# Tom Devriendt
Tom Devriendt (Veurne, Flandes Occidental, 29 de octubre de 1991) es un ciclista belga que fue profesional entre 2014 y 2024.

## Palmarés
2014
- 1 etapa del Nature Valley Grand Prix

2017
- Circuito de Houtland

2019
- 1 etapa de la Vuelta a Austria[2]

## Equipos
- Team 3M (2014)
- Wanty (2015-2022)
  - Wanty-Groupe Gobert (2015-2018)
  - Wanty-Gobert Cycling Team (2019)
  - Circus-Wanty Gobert (2020)
  - Intermarché-Wanty-Gobert Matériaux (2021-2022)
- Q36.5 Pro Cycling Team (2023-2024)